# ヨゼフィーネ・ブルンスヴィック
ヨゼフィーネ・ブルンスヴィック（Josephine Brunsvik 1779年3月28日 - 1821年3月31日）は、ルートヴィヒ・ヴァン・ベートーヴェンの生涯でおそらく最も重要と考えられる女性。ベートーヴェンは15通の恋文の中で彼女を「唯一の恋人」と呼び、「永久の献身」と「永遠の忠誠」を伝えている。謎めいた「不滅の恋人書簡」の受取人であった可能性が最も高いのはヨゼフィーネであると考える音楽学者も複数名にのぼる。

## 生涯

### 幼少期から初婚まで
ヨゼフィーネ・フォン・ブルンスヴィックはハンガリー王国（現スロバキア）のポジョニに生まれた。父のアントンは1792年に他界、後には妻のアンナ（旧姓ゼーベルク）と4人の幼い子どもが残された。ヨゼフィーネのきょうだいは長女テレーゼ（1775年-1861年）、長男で唯一相続権のあるフランツ（1777年-1849年）、二女ヨゼフィーネ、三女シャルロッテ（1782年-1843年）である。一家はブダペストにほど近いマルトンヴァーシャールに居住しており、コロンパ（スロバキア、ドルナー・クルパー）にも城を所有していた。
子どもたちは家庭教師の下、各国の言葉や古典文学を学んで育ち、4人全員が音楽の才能を示すようになった。フランツは優れたチェリストとなり、娘は皆ピアノに秀でていたが、中でもヨゼフィーネが優れていた。彼らは1790年代のウィーンで気鋭のピアニストとして頭角を現していたベートーヴェンの音楽を特に賞賛していた。
1799年5月、アンナはテレーゼとヨゼフィーネを連れてウィーンに赴き、娘にピアノのレッスンを授けてくれるようベートーヴェンに頼んだ。ベートーヴェンは後年ヨゼフィーネへの愛情を抑えねばならなかったこと認めており、ヨゼフィーネはベートーヴェンに「熱中」した。しかしながら、母が同等の社会的地位にある裕福な婿を必要としており、ヨゼフィーネが結婚したのはずっと年長のヨーゼフ・デイム伯爵（1752年生）であった。主に経済面での苦労があったがその後デイム夫妻はほどほどに幸福な関係を築き、ヨゼフィーネのピアノ教師を続けていたベートーヴェンは日頃から2人の元を訪れていた。ヨゼフィーネは3人の子どもを次々と出産、4人目を妊娠中の1804年1月に肺炎を患ったデイム伯爵が急死する。

### 寡婦時代
ベートーヴェンは未亡人となったヨゼフィーネを頻繁に訪ねるが、それはほどなくシャルロッテが頻繁過ぎると感じるほどであった。また、彼女により一層情熱的な手紙を送るようになった。
ヨゼフィーネは丁寧に返信しているが恋愛を秘密にしようという意思が明らかである。1805年3月/4月にベートーヴェンは長大な文章をしたため、ヨゼフィーネへの献辞を忍ばせた歌曲『希望に寄せて』作品32の草稿を机の上に置いておいたところパトロンのリヒノフスキー公に見つかってしまったが、心配には及ばないと書き送っている。この曲のみならず、極めて抒情的なピアノ作品『アンダンテ・ファヴォリ』WoO 57も音楽による愛の告白、とりわけヨゼフィーネに向けられたものである。
ブルンスヴィック家は関係を清算するよう強く迫るようになった。貴族階級の子どもたちの保護を失ってしまうという単純な理由により、彼女は平民であるベートーヴェンとの結婚を考えることはできなかったのである。
1807年の終わりごろになると、ヨゼフィーネは親族からの圧力に屈するようになりベートーヴェンの前から姿を消した。ベートーヴェンが訪れる際に留守にしたのである。これは後に愛の「冷却期間」であると解釈されたこともあった。

### 再婚

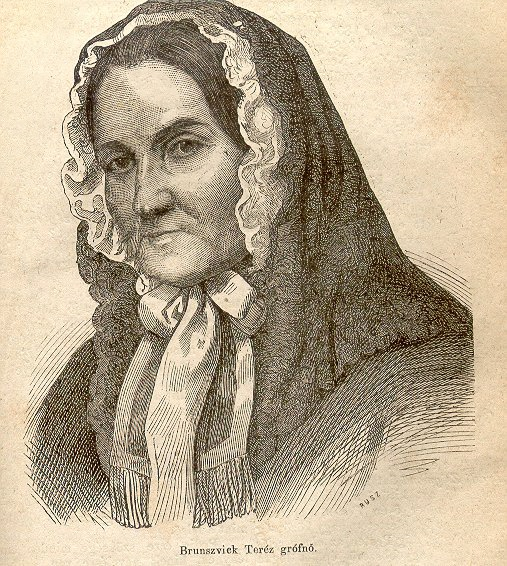
テレーゼ・ブルンスヴィック

1808年、テレーゼはヨゼフィーネと合流し、長い旅の末にたどり着いたスイスのイヴェルドン・レ・バンでは教育者として著名なヨハン・ハインリヒ・ペスタロッチと面会、学童年齢にあるヨゼフィーネの2人の息子の教師を決めようとした。ペスタロッチはエストニアのクリストフ・フォン・シュタッケルベルク男爵（1777年-1841年）を紹介し、一行に加わったシュタッケルベルクはオーストリア、ジェノヴァ、南フランス、イタリアを経由してオーストリアへ至る帰路を共にした。1808年/1809年の冬にアルプス山脈を越える際、ヨゼフィーネは幾度も重い病に苦しんだ。後のテレーゼの日記と1815年のシュタッケルベルクの書簡からは、ヨゼフィーネが身体の関係を求められながらの旅に耐える体力を持ち合わせていなかったことがわかる。1809年の夏、2人の姉妹がシュタッケルベルクと共にハンガリーに帰りついた時にはヨゼフィーネは子どもを宿していたのである。
社会的地位に敏感なブルンスヴィック家は階級が低く、カトリック教徒でなく、見知らぬシュタッケルベルクをすぐさま拒絶した。ヨゼフィーネとシュタッケルベルクとの間の最初の子どもであるマリア・ラウラの誕生（1809年12月）は秘密にされた。母のアンナ・フォン・ブルンスヴィックは非常に不本意ながらも婚姻の同意書に署名を行ったが、この裏には生まれた子どもに父親を与えるという目的があったのみならず、さもないとデイム伯の子どもへの教育を中止するというシュタッケルベルクの脅迫もあった。結婚式は1810年2月、ハンガリーのエステルゴムで来賓もなく執り行われた。
ヨゼフィーネの第2の結婚生活は初日から不幸なもので、その後さらに悪化していった。結婚からちょうど9か月目にあたる2人目の娘であるテオフィルの誕生後、再び病に倒れたヨゼフィーネは1811年にシュタッケルベルクとは2度と床を共にしないとの決意を固めた。夫婦の間には教育方法を巡っても深い意見の対立があった。修復不可能な不和に至る決定打となったのは、モラヴィアのWitschappにある高価な地所の購入であった。シュタッケルベルクが資金繰りを付けることができなかったため、一家は財政破綻に陥ったのである。

### 1812年
数々の法廷闘争に敗れ、精神をすり減らす紛争と諍いの末、ヨゼフィーネは自暴自棄となりシュタッケルベルクは彼女の元を去った。これはおそらく1812年のことと思われ、突然の宗教的衝動により祈りと信仰的思索に慰めを見出そうとしたらしい。これは緊急に資金を必要としていたヨゼフィーネの助けにはならず、彼女は常にもがき苦しんでいた。
1812年6月の日記からは、ヨゼフィーネが明確にプラハへ行こうとしていたことがわかる。ここで彼女とテレーゼの日記は不意に途絶えており、再開するのは2か月後からである。
一方、ベートーヴェンはプラハ経由でテプリツェへ向かっており、プラハでは1812年7月3日に間違いなく「不滅の恋人」と呼ばれる人物と会っている。「不滅の恋人」という呼称は、彼が7月6日、7日に書いたものの投函しなかった手紙の中で用いられている。
ヨゼフィーネの主な心配事はデイム伯との間に生まれた4人の子どもの財産管理を継続する事であったが、1812年8月に疎遠となった夫との間に新たな協定を結ぶことに成功した。この新たな結婚契約の要点はシュタッケルベルクがいつでも彼女を置いて出ていくことが出来ると書かせたことにある - その後、1813年4月8日に娘のミノーナが生まれると彼はそれを実行に移したのであった。ミノーナが自分の子でないと疑っていた可能性もある。

### 別離

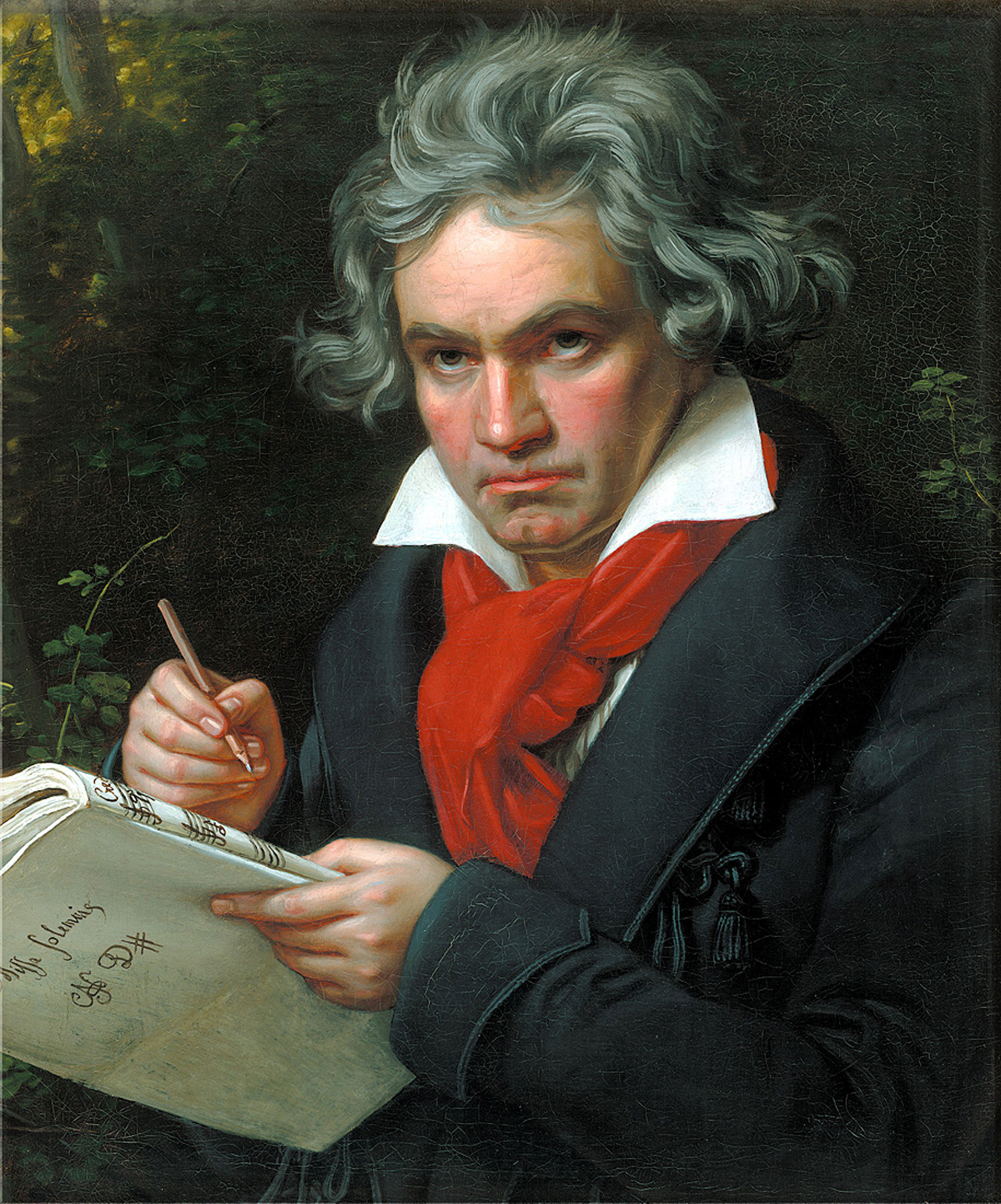
ルートヴィヒ・ヴァン・ベートーヴェン

1814年、シュタッケルベルクは「彼の」子どもたち（ミノーナも含まれていた）を連れ出すために再び姿を現した。ヨゼフィーネが拒否したため、彼は警察を呼び3人の幼児を腕ずくで奪い去った。しかし、シュタッケルベルクが子どもたちを故郷のエストニアに連れて行かなかったことが分かっている。彼はボヘミアの助祭の元に子どもを預けると、再び各国を巡る旅に出たのであった。
独りとなったヨゼフィーネはますます苦悩を深め「胡散臭い数学教師のアンドリアン（カール・エドゥアルト・フォン・アンドレーアン＝ウェルブルク）を雇い（中略）徐々に彼のカリスマ的な呪文に落ちていき、妊娠するとエミリーを産んで（1815年9月16日）小屋に隠した。」一方、兄の死により相続を受けたシュタッケルベルクは1815年4月にウィーンを訪れ、ヨゼフィーネを呼び戻そうとしていた。妊娠していたこと、そして決定的に関係が破壊されて以来長い時間が経っていたことにより、彼女は興味を示さなかった。シュタッケルベルクはこれに対し長い手紙をしたため、自分がいかにヨゼフィーネを「軽蔑」しているかを書き連ね、さらに警察に赴いて彼女を中傷する。1815年6月30日に警察がヨゼフィーネの「評判」に関する報告を行っているが、これは彼女の子どもたちに近親相姦の事案があると申し立てたシュタッケルベルクの報告に基づいている可能性がある。
アンドリアンはヨゼフィーネに捨てられ、私生児を引き受けて独力で育てるも娘は2年後に麻疹で息を引き取る。しかし、こうした心痛む出来事がまだ十分でないといわんばかりにさらなる苦悩が続く。1815年12月29日にトルトノフのデシャント・フランツ・レイアーがヨゼフィーネに手紙を送り、親権を受けて3人の幼い娘を預かっているものの、シュタッケルベルクからの仕送りが長い間滞っていると伝えてきた。ヨゼフィーネとテレーゼはほぼ2年越しに子どもたちと再会できると大喜びし、あるだけの資金をかき集めてレイアーに送付すると、間もなく彼は父親が行方不明になってしまったのであれば子どもたちを母のいる家庭に連れて行くべきだと提案してきた。しかしヨゼフィーネが再会を果たす直前、シュタッケルベルクの兄弟であるオットーがトルトノフに現れて子どもたちを連れ去ってしまったのである。
ヨゼフィーネとベートーヴェンの2人が1816年の夏にバーデン＝バーデンにいたという証拠がある。彼らは同地で会っていたと思われ、しかも示し合わせたものと考えられる。ヨゼフィーネはバート・ピルモントにある保養所へ行くために旅券の申請を行っているが、結局そこへ赴くことはなかった。興味深いことに1816年8月のベートーヴェンの日記には次の記述がある。「Pへではなく - t、Pと。 - 最善策を取り決める。」

### 最期
ヨゼフィーネの生活はますます苦悶と惨めさを増した。デイム伯の4人の子どもは10代となり、それぞれの道を進んでいた。寝たきりの母の恐れをよそに男子は入隊していった。シュタッケルベルクとの3人の娘はこの世を去っており、テレーゼは隠居、フランツは母のアンナ同様に送金を停止していた。母はヨゼフィーネに対し、全ては自分の過ちだったと書簡で伝えている。
ヨゼフィーネは1821年3月31日にウィーンで42年の生涯を閉じた。この年にベートーヴェンは最後のピアノソナタである第31番と第32番を作曲している。これらの作品には「ヨゼフィーネの主題」である『アンダンテ・ファヴォリ』の回想が認められ、レクイエムのようであると考える音楽学者も多い。